# Mikrowellenradiometer

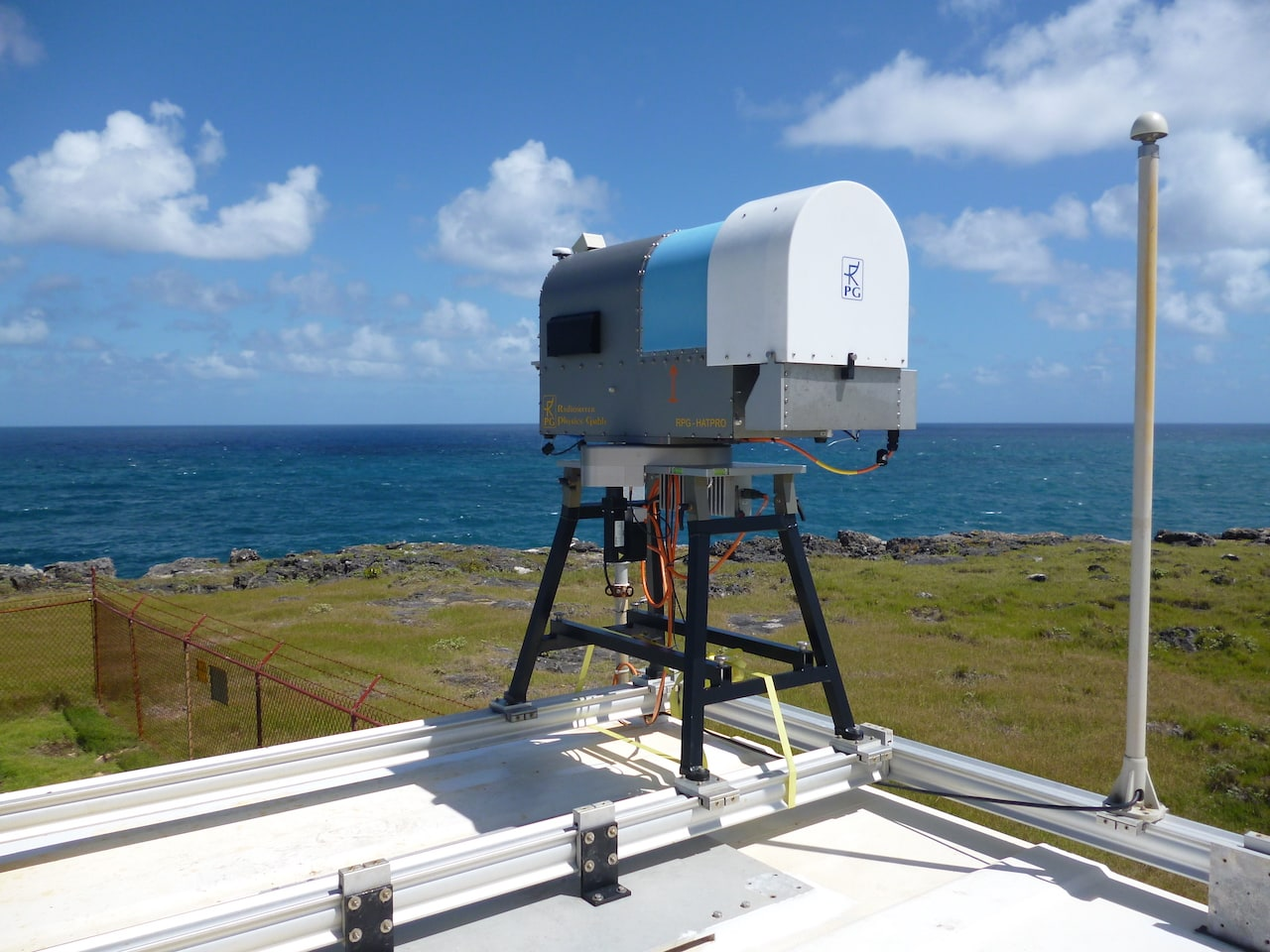
Mikrowellenradiometer, der Feuchtigkeit und Temperatur verzeichnet

Mikrowellenradiometer (engl. Microwave Radiometer), abgekürzt MWR, sind passive Fernerkundungsinstrumente zur Beobachtung der Erdoberfläche oder der unteren Atmosphäre im Frequenzbereich der Mikrowellen. 
Die besondere Bedeutung der Mikrowellenradiometer für die Fernerkundung liegt darin, dass sie stark auf Wasserdampf ansprechen, weshalb sie einerseits für Bodenanalysen, andererseits zur Messung der atmosphärischen Feuchtigkeit dienen können. Temperaturmessungen sind ebenfalls möglich.
Viele Erdbeobachtungssatelliten -- etwa der ERS- und Envisat-Serien -- tragen solche Radiometer, doch auch Messflugzeuge werden damit ausgestattet.
Beispielsweise arbeiten die passiven Mikrowellenradiometer der europäischen Satelliten ERS-1 und ERS-2 in den Radiofrequenzen 23,8 und 36,5 GHz zur Messung des Wasserdampfgehalts in der Troposphäre. Die zwei Frequenzen lassen noch weitere Analysen zu. Die Menge des atmosphärischen Wasserdampfs ist zur genauen Reduktion von elektronischen Distanzmessungen wie bei GPS und Radar-Altimetrie notwendig, weil er sowie die schwebenden Wassertropfen den scheinbaren Weg des Echosignals verlängern. 
Auch für die Meteorologie sind diese Mikrowellendaten nützlich. Gegenstand der meteorologischen Forschung sind aktuell auch bodengebundene Mikrowellenradiometer, die die atmosphärische Grenzschicht vermessen und dadurch die numerische Wettervorhersage verbessern sollen.
Siehe auch:
- Wettersatellit
- Feuchtigkeitsprofile